# Arrondissement Vouziers
Arrondissement Vouziers (fr. Arrondissement de Vouziers) je správní územní jednotka ležící v departementu Ardensko a regionu Grand Est ve Francii. Člení se dále na dva kantony a 123 obce.

## Kantony
od roku 2015:
- Attigny
- Vouziers

před rokem 2015:
- Attigny
- Buzancy
- Le Chesne
- Grandpré
- Machault
- Monthois
- Tourteron
- Vouziers